# Torneo ATP de Melbourne
El Torneo de Melbourne fueron unos nuevos torneos profesionales de tenis que se disputaron, por única vez, en pistas rápidas en Melbourne, Australia en el Melbourne Park durante el 2021 y el 2022. Ambos formaron parte del ATP Tour. Se organizaron principalmente debido a la obligación del país australiano de hacer cuarentena por 14 días, producto de la pandemia de COVID-19. Estos torneos se jugaron simultáneamente con los torneos femeninos Gippsland Trophy 2021, Yarra Valley Classic 2021 y Grampians Trophy 2021. En 2022 fue organizado nuevamente a partir de la suspensión del Torneo de Brisbane que se juega durante la primera semana de enero.

## Palmarés

### Great Ocean Road Open

#### Individual masculino
| Año  | Campeón       | Subcampeón        | Resultado   |
| ---- | ------------- | ----------------- | ----------- |
| 2021 | Jannik Sinner | Stefano Travaglia | 7-6(4), 6-4 |

#### Dobles masculino
| Año  | Campeones                 | Subcampeones                      | Resultado   |
| ---- | ------------------------- | --------------------------------- | ----------- |
| 2021 | Jamie Murray Bruno Soares | Juan Sebastián Cabal Robert Farah | 6-3, 7-6(7) |

### Murray River Open

#### Individual masculino
| Año  | Campeón      | Subcampeón            | Resultado |
| ---- | ------------ | --------------------- | --------- |
| 2021 | Daniel Evans | Félix Auger-Aliassime | 6-2, 6-3  |

#### Dobles masculino
| Año  | Campeones                | Subcampeones                 | Resultado   |
| ---- | ------------------------ | ---------------------------- | ----------- |
| 2021 | Nikola Mektić Mate Pavić | Jérémy Chardy Fabrice Martin | 7-6(2), 6-3 |

### Melbourne Summer Set Open

#### Individual masculino
| Año  | Campeón      | Subcampeón    | Resultado   |
| ---- | ------------ | ------------- | ----------- |
| 2022 | Rafael Nadal | Maxime Cressy | 7-6(6), 6-3 |

#### Dobles masculino
| Año  | Campeones                   | Subcampeones                              | Resultado |
| ---- | --------------------------- | ----------------------------------------- | --------- |
| 2022 | Wesley Koolhof Neal Skupski | Aleksandr Nedovyesov Aisam-ul-Haq Qureshi | 6-4, 6-4  |